# Армия Австрийской империи
Армия Австрийской империи — сухопутные войска (армия) Австрийской империи, существовала под наименованием «Императорско-королевская армия» в период с 1745 года по 1804 год, а с 1804 года до 14 ноября 1868 года под наименованием «Армия Австрийской империи», до момента преобразования Австрийской империи в дуалистическую Австро-Венгерскую империю.
Армия стала основой для Единой армии и Императорского и королевского ландвера в составе Вооружённых сил Австро-Венгрии.

## Возникновение
Принц Евгений Савойский перестроил вооружённые силы Австрии внутри Имперской армии по образцу армии Франции, где он получил военное образование. После введения регламента 1718 года цвет униформы австрийских пехотных полков в основном стал белым. Венгерские полки имели единообразную униформу национального покроя. Название «Императорско-королевская армия» использовалось с 1745 года по 1804 год. Ключевой особенностью армии было то, что из-за многонационального характера территорий полки были разделены на немецкие части (войска, набранные из Богемии, Моравии и Силезии, подразделения, набранные с территории Галиции, фламандских и валлонских территорий бывших австрийских Нидерландов и итальянцев) и венгерских подразделений (в том числе войск из Хорватии и Трансильвании).

## Пехота

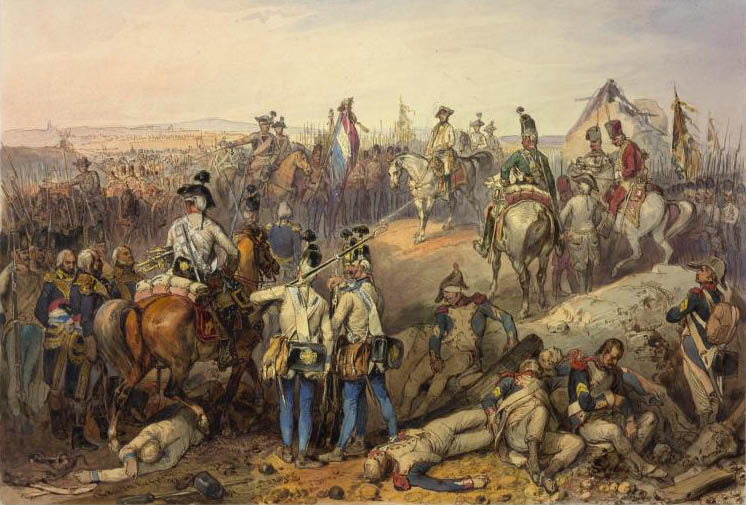
Победа Австрийской армии у Неервиндена в 1793 году

К началу войны (1793 год) из пятидесяти шести пехотных полков австрийской армии тридцать шесть были немецкими, в том числе два гренадерских. С 1740 года австрийские гренадеры больше не были вооружены гранатами. Одновременно с этим все внешние отличия гренадер от фузилёров составляли только меховые шапки и традиционно сохранившиеся фитильные трубки на перевязи патронной сумки.

### Линейные полки

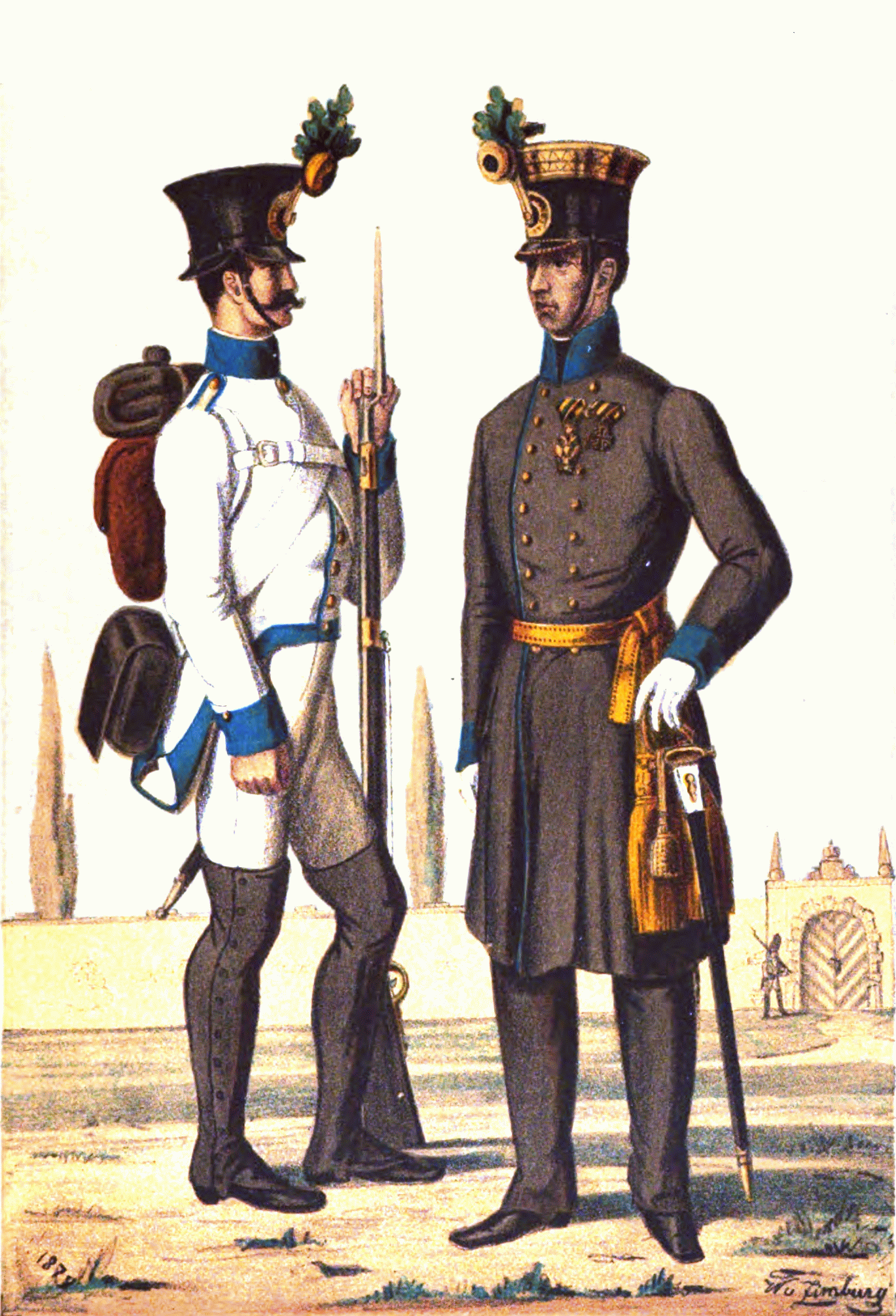
Рядовой и офицер Нижне-Австрийского пехотного полка Гох и Дойчмейстер №4, 1809-1835 годы

С 1768 года по 1805 год линейный полк обычно состоял из двух полевых батальонов — лейб- и оберст-батальонов — каждый из шести фузилёрных рот. Также гренадерская часть из двух рот, которые обычно отделялись, чтобы сформировать составной гренадерский батальон с ротами двух других полков. Кроме того, в полк входил один гарнизонный батальон (Оберстлейтнант — батальон), состоящий из четырёх рот, которые служили источником личного состава. Установленная численность «немецкого» линейного полка по штату составляла 4 575 человек, хотя это число редко превышало две — три тысячи, особенно в мирное время. С тремя полевыми батальонами «венгерские» полки имели номинальную численность 5 508 человек.

#### Состав роты
В линейной роте было четыре офицера:
- Хауптманн (капитан)
- Оберлёйтнант (1-й лейтенант)
- Унтерлёйтнант (2-й лейтенант)
- Фендрик (прапорщик)

Унтер-офицеров в линейной роте было 14 и они состояли из:
- Фельдфебеля (сержант-майор)
- Четырёх капралов (сержанты)
- фоуриршутцен (фурьер стрелок интендант)
- Восьми ефрейторов (капралы)

Нормы 1769 года показывают численность роты в 113 строевых в мирное время, состав военного времени увеличивался до 115 в гренадерах и 154 в фузилёрах.
Кроме того, в роте было три музыканта и плотник (сапёр). Полная численность линейной роты составляла 120—230 человек, а гренадерской 112—140.
В 1805 году под руководством Карла Мак фон Лейберича была создана новая организация, в состав которой вошли шесть батальонов, каждый из четырёх рот.
Армия вернулась к своей старой структуре 1798 года 6 декабря 1806 года.
Форменная одежда  Австрийских пехотных полков с 1806 г. состояла из черного кивера, с желто черным помпоном, белого суконного мундира, белых панталон , и черных гетр. В гренадерских ротах носили шапку из медвежьего меха.
Мундир "немецких полков" шился из сукна белого или бледно-серого цвета он имел стоячий воротник, и круглые обшлага с двумя пуговицами. Сзади на мундире пришивали пару карманных клапанов с пуговицами. На фалдах были отвороты. Застегивался мундир на один ряд пуговиц.
В "венгерских полках" мундиры были такими-же как в немецких, но обшлага были польские с петлицей и пуговицей. Вместо белых панталон и гетр носили длинные и узкие рейтузы из голубого сукна с желтыми шнурами и ботинки.
Полки отличались по воротнику и обшлагам из сукна разных цветов, и по пуговицам из белого или желтого металла.
Унтер-офицеры до 1849 г. не имели на мундирах никаких нашивок. Единственным их отличием от рядовых был галун на кивере, перчатки, трость, и желто черный темляк на сабле.
Офицеры носили такую же форму как рядовые но кивер с золотыми галунами ,на мундире все пуговицы были золотые или серебряные, фалды длинной до колена. И шарф на поясе из золотых и черных ниток. Вместо гетр носили сапоги до колен. Темляк на шпаге золотой с черными шелковыми полосками.

## Кавалерия

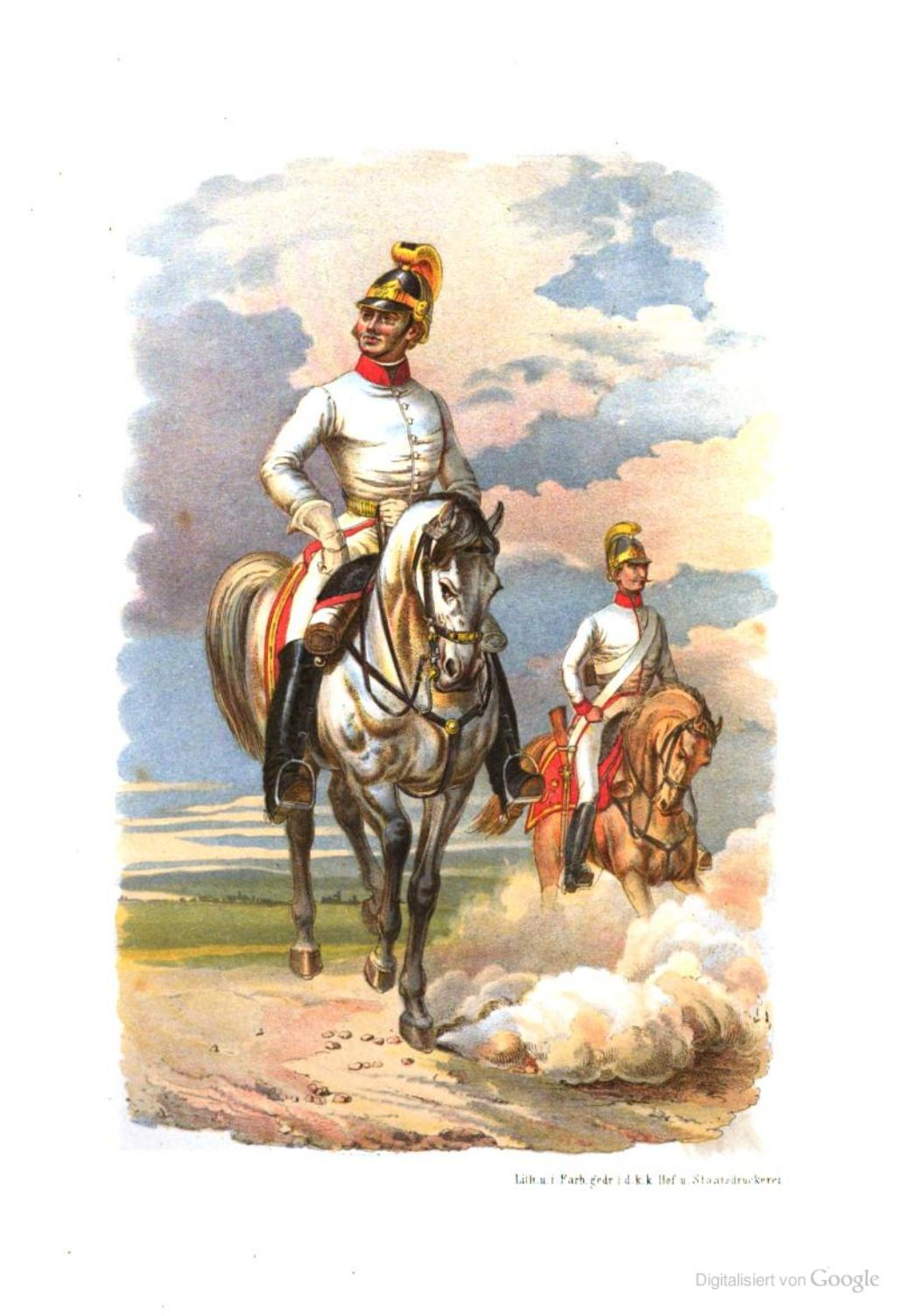
Драгуны в форме образца 1800 года

Кирасирские полки австрийской армии носили практически идентичную белую униформу с красным приборным цветом (кроме полка Модены, который имел синий прибор). Различия сводились к цвету пуговиц и их расположению на бортах мундиров и камзолов, что, полностью скрывала нагрудная пластина кирасы.
Карабинеры, роты которых с 1715 года были в каждом кавалерийском полку (по аналогии с гренадерами в пехоте), отличались только своим вооружением, состоявшим из мушкетона (вместо карабина) и длинной сабли (вместо палаша).
Четырнадцать драгунских полков по предписаниям регламента 1749 года должны были иметь белые мундиры с синим прибором. Полк ландграфа Людвига Гессен-Дармштадтского — единственный драгунский полк, не имевший на мундирах лацканов. Мундиры и камзолы других полков полностью соответствовали покрою пехотных. Гренадеры драгунских полков имели те же отличия, что и пехотные. Конская амуниция в австрийской армии была одинакова для всех, как драгунских, так и кирасирских, полков.

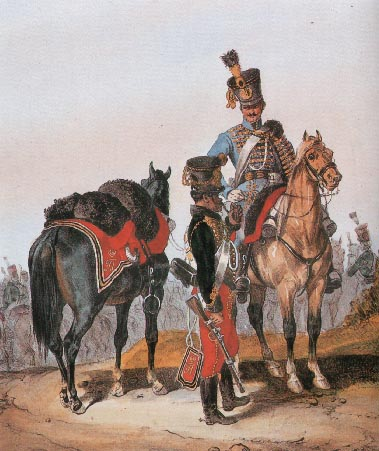
Австрийские гусары, 1835 год

В гусарских полках австрийской армии сохранилась их традиционная униформа. Правилом было то, что доломан, воротник, обшлага, ментик в полку были одного цвета. Гусарские штаны были того же цвета, за исключением случаев, когда этот цвет был одним из оттенков зелёного. В последнем случае они были красными. Расцветки присвоенные полкам в 1768 году просуществовали вплоть до конца XIX века.

## Артиллерия
Артиллерия находилась под управлением князя Лихтенштейна, который в 1745 году приступил к сравнительным опытам над орудиями, как австрийскими, так и иностранными, и результатом этих опытов было принятие новой системы полевой артиллерии.
Артиллерия разделена по родам на:
- полевую;
- осадную;
- конную.

Конную артиллерию, бывшею в сущности ездящею, потому что прислуга не имела верховых лошадей и перевозилась на особом длинном сидении, укреплённом на станинах (относительно более длинных) лафета и называвшихся вурстом (5 номеров; 1 — на подручной лошади среднего уноса), составляли 6 фн. пушки и 7 фн. гаубицы. Кавалерийская артиллерия была введена в Австрии лишь в конце XVIII века, к началу революционных войн. Сначала вурст помещался на 4-х колёсном ящике, имевшем особую длинную крышу с подушками, на которые прислуга садилась верхом. Запряжка лошадей была усилена лишнею парою лошадей. Потом вурст был перенесён на лафет.

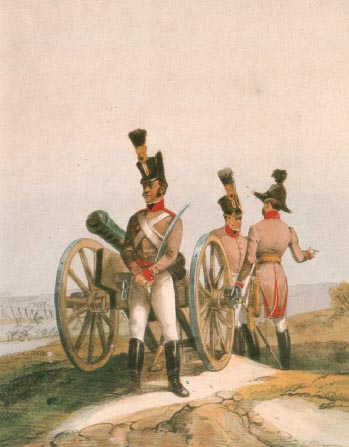
Австрийская полевая артиллерия, 1835 год

Полковая артиллерия, составлявшая собственность полков, состояла из 3 фн. пушек (2 на 1000). Заряды полевых орудий были несколько больше 1/4; осадных и крепостных — около 1/3.
Лафеты — были построены тщательно и однообразно (толщина станин 1 калибр) и, благодаря прочным, хорошо соображенным оковкам, служили исправно, несмотря на лёгкость орудий. Подъёмные механизмы — клиновые, передвигаемые горизонтальными винтами. При лафетах 3 фн. пушек имелись вставные лафетные ящики для снарядов (20-30), подобно голландским и шведским; в конной артиллерии такой ящик был под вурстом. Колёса лафетов были оком 4,3 фут. диаметром; передковые меньше (около 3,5 фут.); у зарядных ящиков — как у передков. Оси — деревянные. Шворень передка был значительно подан назад для увеличения поворотливости и укреплён на горбыле, связывавшем вилу передковой рамы; ещё дальше за горбылём вила рамы соединялась перекладиною с железною полосою, игравшею роль слизня, поддерживавшего станины. Над передковою осью помещался короб передка (открывающийся сверху сундук). Зарядный ящик — четырёхколёсный, с длинным коробом на заднем ходу. Передковые колёса меньше, чем у заднего хода, но уже не подкатываются под раму. Передки лафетов и ящиков имеют дышло. В ящике может поместиться зарядов и снарядов:
- 170—180 . . . . . 3 фн.
- 90 — 100 . . . . . 6 "
- 70 . . . . . 12 "

Снаряды и заряды укладываются в особых клетках (обвязываются верёвками для устранения толчков).
Деревянные станки для мортир были снабжены винтовым подъёмным механизмом, состоявшим из вращавшегося на горизонтальном болте рычага, подпиравшего своею головкою дульную часть мортиры и опиравшегося своею выемкою на головку качающегося на цапфах винта. К цапфам был прикреплён указатель, острие которого двигалось по дуге с делениями, прикреплённой к станинам под цапфами.
Снаряды — были сравнительно легче, чем в других артиллериях. В полевой — они были соединены в одно целое с шпиглями и зарядами. Картузы — из крашеной ткани, непортящейся, не пачкающей орудия и обеспечивающей от раструски пороха. В других — перевозились отдельно. Австрия оставила вязанную картечь и заменила её картечью в жестянках с прочными железными доньями и чугунными пулями, лучше рикошетирующими и недеформирующимися, как свинцовые. Пули 3-х диаметров, для действия на разные дистанции (300—450 — 600 шагов). Кроме обыкновенных снарядов, употреблялись также зажигательные и светящие, которыми стреляли из гаубиц и мортир. Для воспламенения зарядов введены новые скорострельные трубки, жестяные или медные, с чашечками. В нижнем конце трубок помещалась остроконечная медная пробка, которая пробивала картуз и делала излишним протравление.
Количество орудий, приходившееся на 1000 человек, в Австрии как и в Пруссии, доходило до 5, считая и полковые. Лошадей в постоянной запряжке австрийская артиллерия не имела; но лошади были не земскою повинностью, а были куплены и принадлежали императрице. Прислуги полагалось в среднем по 8 человек на орудие.
История артиллерии представляет немало примеров того, что то государство, которое испытало на себе вред от усовершенствования оружия неприятеля, старается раньше других ввести у себя эти усовершенствования. Так как в эпоху 7-летней войны австрийцы первые потерпели от прусской артиллерии, то они первыми же и приняли в своей артиллерии преобразования, сделанные Фридрихом Великим; но выполнили эти преобразования с значительно большею систематичностью, полнотою и законченностью, создав таким образом стройную систему, просуществовавшую без сколько-нибудь серьёзных изменений почти до половины XIX в. Ввиду этого, а также ввиду того, что австрийская артиллерия послужила образцом для преобразования французской артиллерии Грибовалем, также создавшим вполне законченную и наиболее совершенную в то время систему, просуществовавшую до 1-й четверти XIX века, мы остановимся на этих системах с большею подробностью.

### Реформа артиллерии
В 1807 эрцгерцог Карл забрал окончательно полковое орудия и батальонные пушки от пехоты, что бы сформировать артиллерийские регименты, кроме полков Граничаров, которые продолжали иметь две лёгкие пушки на батальон. Новая система артиллерии, которая в состоянии сконцентрировать части, формирующие большие батареи (как французы).

## Реформы Карла Тешенского

### Первая реформа
9 января 1801 года Карл был назначен президентом гофкригсрата и фельдмаршалом. Он начал реформировать австрийскую армию. В декабре 1801 года было учреждено Военное министерство. В обязанности Военного министерства входила забота о финансах, касающихся всей армии и ведения войн. В результате реформ Карла в 1802 году были произведены следующие изменения:
- Расформированы лёгкие пехотные батальоны и преобразованы в Тирольский егерский полк. Также были расформированы два старых кавалерийских полка — Егерский кавалерийский полк (Jäger zu Pferd) и Славянский пограничный гусарский полк (Slavonische Grenz-Husaren-Regiment).
- Сформированы три уланских полка.
- Артиллерия была реорганизована. Была внедрена линейная и резервная система.
- Сапёры и минёры теперь имели отдельные корпуса. Инженеры, под командованием генерал-квартирмейстера, должны были быть сформированы только на случай войны.
- Генеральный штаб был разделён на три секции: Адъютантская служба со штабом генерал-квартирмейстера для обучения новых офицеров, Топографический отдел и Военный архив.

Весной 1804 года были закончены первые реформы Карла. Во многом он преобразовал австрийскую военную систему, но не мог полностью искоренить старые обычаи и дух сословности в войсках. Военно-реформаторская деятельность Карла была настолько впечатляющей, что его сторонники обратились в 1802 году к австрийскому правительству с ходатайством поставить фельдмаршалу памятник, как спасителю отечества. Но Карл решительно отказался от такой чести.

### Вторая реформа
В 1806 году император назначил эрцгерцога Карла военным министром с неограниченными правами. Для полного претворения своих реформ Карлу нужно полное командование над всей императорской армией и прежде всего над гофкригсратом. Одной из идей Карла была концентрация всей армии в руках одного командующего. Карл в письме к своему брату, императору Францу, пишет: 
Первый шаг для достижения этой цели, я думаю, Ваше Величество, я должен стать генералисимусом во главе всей армии 
После этого письма император Франц присваивает Карлу звание генералиссимуса и главнокомандующего австрийской армией. Таким образом, Карл получает полные административные и командные права над всей императорской армией и продолжает осуществлять свои реформы. Карл выбирает себе трёх адъютантов, которые будут помогать ему в реформировании армии. Это: граф Филипп Грюнн, Генерал-квартирмейстер Майер и его личный генерал-адъютант барон Вимпфен.
В первый месяц 1806 года в отставку было отправлено не меньше 25 генералов. Их заменили более молодые генералы. Был реорганизован и практически создан новый Гофкригсрат, который теперь был способен решать военные задачи быстрее предыдущего. Вся армия теперь имела фиксированную расстановку на мирное время. Была также усовершенствована рекрутская система. Карл не стал создавать новые подразделения войск, однако провёл реорганизацию структуры пехотных полков до реформ фельдмаршала Мака. Полки должны были состоять из двух полевых батальонов, по 6 рот в каждом, и резервного батальона из 4 рот. Две лучшие гренадерские роты каждого пехотного полка в случаи войны должны были быть объединены и координировать свои действия с другими гренадерскими подразделениями для создания гренадерских батальонов. Был возвращён отборный резерв армии.
Карл также приступил к реорганизации артиллерийских частей. Он понимал, что для ведения современной войны нужна мобильная артиллерийская система с участием транспорта. В 1806 году полковые артиллерийские батареи были отозваны и вместе с другими различными артиллерийскими частями приступили к формированию 4-х региментов в каждом по 4 дивизиона. Каждый артиллерийский дивизион состоял из 4-х батарей.
В 1807 году Карл убрал из полков и батальонов орудия, из которых были сформированы артиллерийские бригады. Таким образом, можно было концентрировать огонь батарей на определённом важном участке, а не рассредоточивать их, как это было раньше.
В 1808 году Карл формирует ещё 7 новых батальонов из опытных офицеров и кадров. В 1809 году был сформирован 11-й егерский батальон.
Карл развил идею территориальных резервов, основывавшуюся на концепции, основу которой должно было составлять народное ополчение. Такая система должна была носить оборонительный характер. Сначала, для поддержания военной силы, 12 июня 1806 года был создан Резерв (Reserve-Anstalt). Сам Карл лично отслеживал деятельность этой структуры. Каждый полк должен был иметь 2 батальона по 600—700 человек в каждом. Срок службы длился от 17 до 40 лет. Позже, 9 июня 1808 года император Франц, по настоянию Карла, учредил Институт народного ополчения в Австрийской империи, таким образом заменив ранее созданный резерв. Согласно этому закону все мужчины в возрасте между от 18 до 45 лет из наследственных областей (Австрия, Моравия, Богемия, Силезия, Галиция) должны были пройти службу в войсках народного ополчения. Каждая провинция была разделена на округа, каждый из которых должен был сформировать от 1 до 5 батальонов с 6-ю ротами в каждой. Командование над каждой боевой единицей должен был брать на себя отставной офицер регулярной армии или кто-то из дворян и помещиков. 22 июня 1808 года, Карл вместе с графом Францем фон Саурау, прибывает в Зальцбург для организации народного ополчения. Наполеон был обеспокоен созданием новой оборонительной системы из народного ополчения и впоследствии, после войны, одним из условий, поставленных Францией перед Веной, была ликвидация института народного ополчения..
Несмотря на проведённые реформы, Карл понимал, что его страна ещё не готова к войне с таким сильным соперником, как Наполеон.
При эрцгерцоге Карле, к 1809 году, общая численность австрийских войск достигала 630 000 человек.